# Parc de loisirs
Ne doit pas être confondu avec Complexe de loisirs.
Un parc de loisirs est un espace délimité regroupant des activités de loisirs et de divertissements, et parfois culturelles. Bien qu'ayant souvent une activité saisonnière, le parc de loisirs est une installation sédentaire et permanente, par opposition à la fête foraine ou au cirque, de nature éphémère et nomade.

## Typologie
On distingue de très nombreux types particuliers de parcs de loisirs qui sont :
- les parcs de promenade et jardins publics de différentes superficies, aménagés pour une promenade citadine ou jogging dans un espace naturel, avec jardins fleuris, arbres et agrès — balançoires, toboggans — pour les enfants, ou même expositions, concerts publics en plein air dans les kiosques et spectacles, dont ceux de Guignol ;
- les bases de plein air et de loisirs sont des complexes réunissant les éléments de la pratique des sports, nautiques notamment (voile, ski nautique, canoë), en étant souvent situés autour d'un lac, étang ou rivière, ainsi qu'à la lisière d'une forêt, mais également les activités de plein air telles que l'équitation, le tennis ou le golf (de terrain ou miniature), les campements ;
- les parcs aventure, qui peuvent proposer des parcours aventure en forêt, de la tyrolienne, de l'accrobranche, des activités acrobatiques, comme le Reverse bungee, du tir à l'arc, etc. ;
- les parcs scientifiques, qui mélangent sciences et attractions ;
- les aquariums publics sont des établissements permettant l'observation des espèces aquatiques dans des aquariums, exposés dans un but éducatif ;
- les parcs de miniatures, offrant au visiteur des reproductions à l'échelle miniature de bâtiments, de monuments ou de lieux populaires ;
- les parcs animaliers, parcs safaris, parcs zoologiques ou parcs d'attractions et animaliers, qui peuvent mélanger zoo et attractions, souvent sur le thème de la nature, des animaux, etc. ;
- les parcs d'attractions proposant des attractions dont des manèges se rapprochant de celles d'une fête foraine, mais sédentaires — et parfois dédiés à un ou plusieurs thèmes avec espaces de loisirs décorés — et émaillés de spectacles ;
- les parcs aquatiques, ne comportant que des activités aquatiques, piscines à vagues, piscines munies de jeux d'eaux, de toboggans, de différents bassins, etc. ;
- les parcs de loisirs à thèmes, où le visiteur est immergé dans un thème donné (cinéma, far west, fantaisie, etc.) au moyen notamment de spectacles, de décors, de musique, et d'animations diverses, etc. ;
- les aires protégées (parcs nationaux et régionaux), qui occupent une portion de territoire classée par décret à l'intérieur de laquelle la faune, la flore et le milieu naturel en général sont protégés de l'action de l'homme.

Plusieurs parcs se regroupent de plus en plus en multifonctions pour devenir polyvalents, comme notamment les parcs aquatiques, d'attractions et animaliers, ainsi que les bases de loisirs associant les parcours aventure forestiers.

## Évolutions historiques et caractéristiques

### Le jardin d'amusements
Au XVIIIe siècle, certains parcs des domaines royaux se voient aménagés d'attractions permanentes qui ont pour vocation d'amuser et de divertir la cour. En 1734, le « petit parc » du château de Chantilly accueille un jeu de l'oie grandeur nature dont les traces nous sont parvenues. D'autres installations ludiques sont créées à Chamarande et Choisy-le-Roi, également domaines royaux. Mais bien avant l'apparition de machineries, c'est d'abord la nature qui est transformée aux fins de perdre, d'étonner, de surprendre le visiteur : ainsi du labyrinthe de verdure planté à partir de buis, comme on peut en voir au château de Merville (planté vers 1750) ; apparaissent aussi des folies, maisons de plaisance dans les jardins desquels on assiste à la recréation d'univers fantasmés, espaces mêlant végétations et rocailles, comme le désert de Retz, mais, le comble de la « folie », « sont les baraques féeriques de Versailles : constructions légères, en bois, enlevées aussitôt qu'élevées, à l'occasion des bals de la reine ». Elles recréent, avec les fontaines, les étapes d'un parcours rappelant la Carte de Tendre du jardin modèle du XVIIe siècle.

### L'impact des foires, fêtes foraines et exhibitions

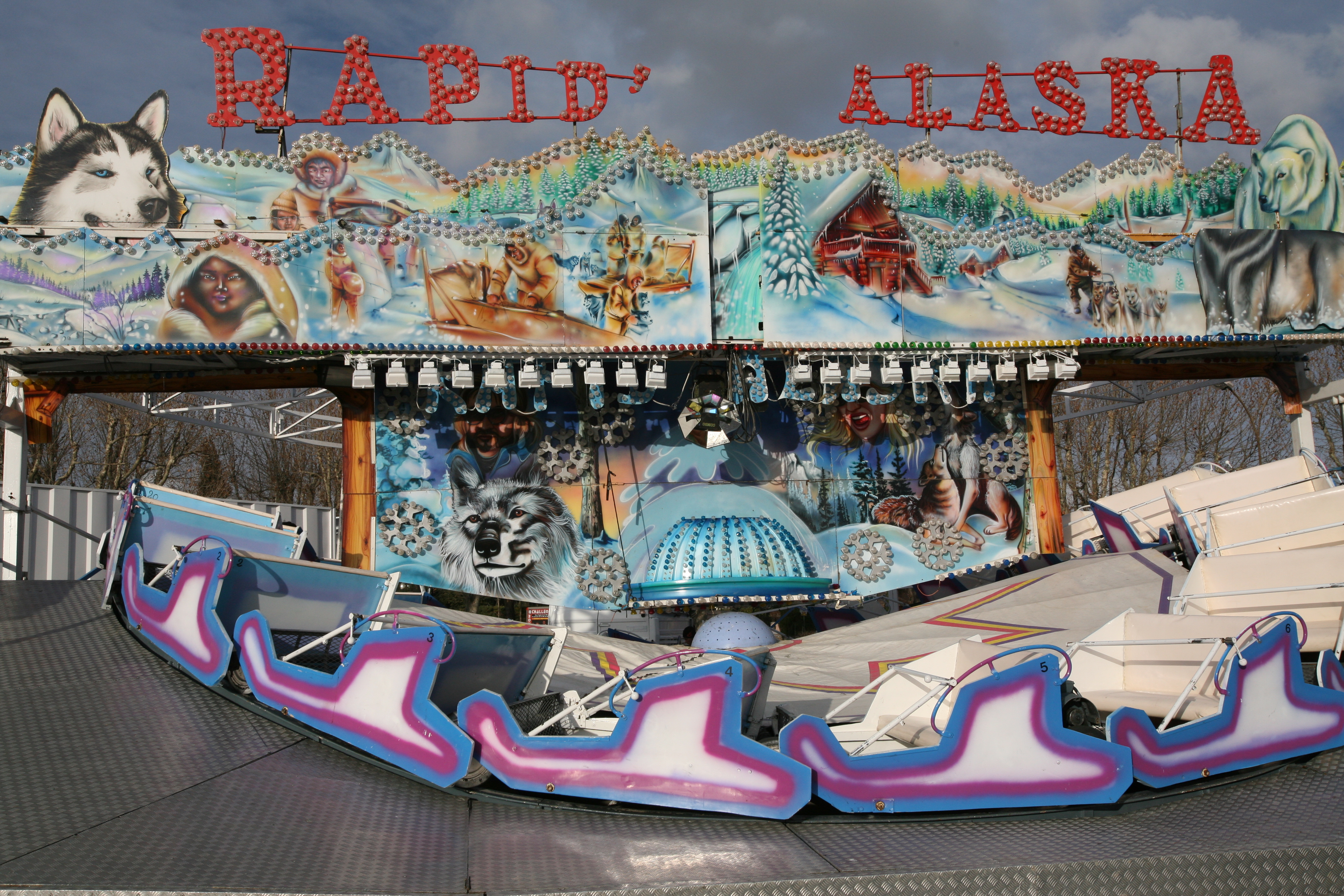
Manège Rapid'Alaska, fête foraine de Gardanne (février 2006).

Selon le Livre Guinness des records, le plus ancien parc permanent encore en activité destiné aux loisirs et ouvert à tous est Bakken situé au Danemark, inauguré sous cette forme sans doute vers le milieu du XVIIIe siècle : on y comptait dès cette époque de nombreuses attractions et des buvettes,. Le deuxième plus ancien parc encore en activité se trouve également au Danemark, ce sont les jardins de Tivoli inaugurés en 1843 à Copenhague.
Dans l'Europe de la première partie du XIXe siècle, la foire, temporaire mais récurrente, devient un lieu festif, l'occasion pour des forains d'y installer des machines et des attractions : l'une des plus anciennes représentées est sans doute la « Redoute chinoise » appelée aussi « jeu de bague », présente à Paris dès 1781 et décrite par l'artiste Francesco Bellini (1735-1805). Les expositions internationales deviennent à partir de 1851 — à Londres, Paris, puis Vienne — des lieux qui associent promotion commerciales et industrielles de produits nouveaux et attractions ludiques destinés spécifiquement à attirer les visiteurs qui se retrouvent participants et non plus simples spectateurs. Les carrousels à vapeur, les orgues mécaniques, la photographie, l'électricité vont entrer au service d'attractions de plus en plus élaborées, convoquant l'eau, les feux d'artifice, des jeux de miroir, déguisements et animaux vivants ou empaillés. En même temps qu’elle diffuse les nouveautés de l’ère industrielle, la fête foraine offre à ces populations, victimes de l’industrialisation, une échappée dans un univers de liberté, d’excès et de rêverie baroque. À son apogée à l’ère de « la Belle Époque », la fête foraine apparaît comme le miroir des désirs de tous ceux qui veulent s’émerveiller ou s’encanailler.

### Du parc au complexe
L'un des premiers et des plus anciens parcs modernes à se sédentariser et conçu dans un esprit forain est le Sea Lion Park (1895) puis le Luna Park (1903), tous deux catégorisés comme Trolley parks et situés sur Coney Island. Ce dernier proposait un parcours ayant pour thème le voyage sur la Lune : l'évolution des deux parcs doit beaucoup à l'exposition Pan-américaine (1901) de Buffalo (New York). Cependant, le concept de parc à thèmes permanent destiné à toutes sortes de publics a été élevé au stade de l'industrie par Walt Disney avec la création du premier Disneyland inauguré en 1955 à Anaheim (Californie). Un temps son conseiller, Ray Bradbury rappelle dans un entretien donné en mars 2005 combien Walt était fasciné par les jardins aménagés à la française, et spécialement par un art de vivre totalement révolu, mêlant Ancien Régime et époque romantique, qu'il souhaitait recréer au sein d'un vaste complexe associant d'autres univers mythiques. Dans un autre entretien, Bradbury compare le parc Disney à « une machine à voyager dans le temps ».
Avec Disney, le parc de loisirs devient la pièce maîtresse d'un domaine plus vaste pouvant comprendre des hébergements en hôtels, hôtellerie ou hôtellerie de plein air, des commerces, d'autres activités de loisirs en périphérie du parc et parfois même d'autres parcs. On parle alors de complexe de loisirs, tels que le Walt Disney World Resort, appartenant au premier groupe mondial dans sa catégorie.
Il existe aussi une différence importante entre un simple parc d'attractions et un parc à thèmes ou parc thématique. Ce dernier comporte une décoration, une architecture/scénographie particulière lui conférant un caractère souvent unique. Ses attractions peuvent être aussi dotées d'une scénarisation particulière devenant ainsi de véritables aventures ou expériences.
La création d'attractions, de parcours, d'univers ludiques de plus en plus complexes a donné aussi naissance à une nouvelle discipline : l'imagineering, en français l'imaginiérie.
La viabilité des parcs de loisirs est assurée lorsque 60 % des primo-visiteurs reviennent (clients appelés revisiteurs).
En 2008, un centre culturel ou scientifique et tout ce qui s'y apparente en France ne peut être désigné comme parc de loisirs. Ce terme est communément compris comme parc de divertissements familiaux, ce qui exclut les loisirs purement intellectuels.
Veuillez noter l'emploi conscient de l'expression « purement intellectuels » dans la phrase précédente qui souligne l'avènement prochain de parcs de loisirs médiatisant la culture tels que le projet virtuel Spyland ou, dans une moindre mesure, London Dungeon à Londres.

## Économie

### Au niveau mondial

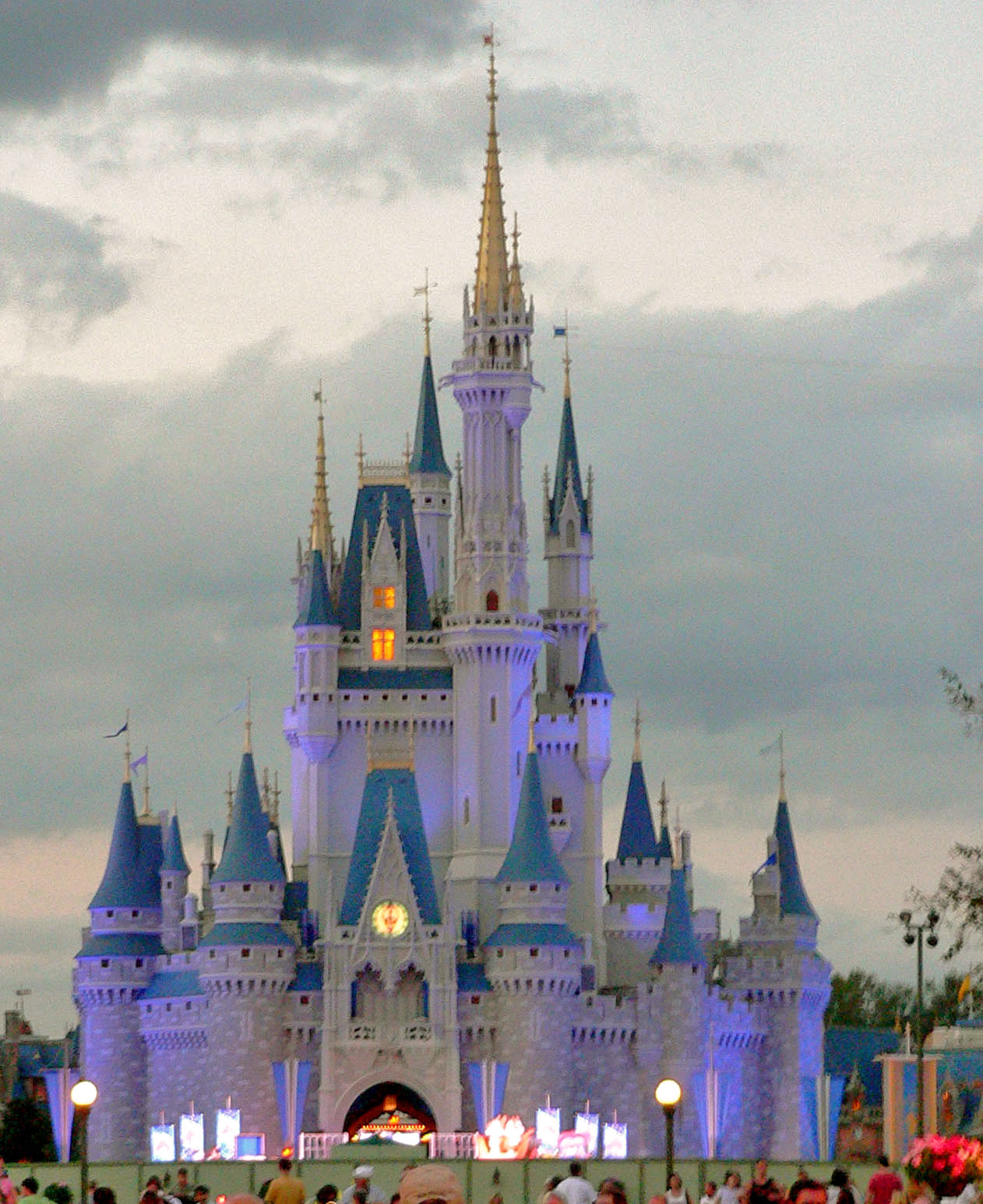
Château de Cendrillon, dans le Magic Kingdom.

Les vingt-cinq parcs attractions ou à thèmes les plus importants en 2018 sont principalement situés en Floride avec 78,8 millions d'entrées pour six parcs, au Japon avec 52,8 millions d'entrées pour quatre parcs et en Californie avec 37,7 millions d'entrées pour trois parcs. Ces vingt-cinq parcs comptabilisent 251,990 millions d'entrées cette même année, soit une augmentation de 3,3 % par rapport à 2017. Pour quantifier l'évolution du marché mondial, les rapports de la Themed Entertainment Association (TEA) réalisés par Aecom se basent sur l'addition du nombre d'entrées de ces 25 parcs d'attractions, quelle que soit leur localisation.
À l'échelle mondiale, Walt Disney Parks and Resorts est en tête du classement 1991 avec 41 millions de visiteurs. Busch Entertainment Corporation et Six Flags Inc. se partagent la deuxième position en atteignant les 20 millions. Le troisième groupe du classement est Kings Entertainment Company et ses 10 millions de visiteurs. Le groupe Walibi se classe en quatrième position et est le premier opérateur non-américain en affichant 3,8 millions d'unités.
Le rapport TEA / Aecom 2009 révèle des tendances différentes selon les régions dans le monde. Ainsi, l'impact de la crise économique mondiale des années 2008 et suivantes semble être plus important sur l'activité des parcs d'attractions asiatiques, y compris ceux de Tokyo Disney Resort. En Amérique du Nord, les résultats sont contrastés, avec par exemple Universal Studios Florida et Universal's Islands of Adventure qui perdent près de 10 % de visiteurs, tandis que Disneyland et Disney's California Adventure prennent respectivement 8 et 9,5 % de touristes en plus. Quant aux trois parcs européens présents dans ce classement, ils sont tous en hausse, en particulier Efteling qui accueille 25 % de visiteurs en plus qu'en 2008.
Quant aux vingt parcs aquatiques, certains parcs d'attractions déjà établis se dotent depuis la fin des années 1970 de telles infrastructures pour élargir leur offre. Les premiers à s'y appliquer sont par exemple le Walt Disney World Resort en 1976, Worlds of Fun en 1982, Six Flags Astroworld en 1983, Duinrell en 1984, Walibi Rhône-Alpes en 1986, Walibi Belgium et Sea World en 1987.
Les vingt plus importants parcs aquatiques en 2018 totalisent 30,919 millions d'entrées, ils sont situés principalement à Orlando avec 7,6 millions de nageurs pour quatre parcs et en Chine avec 6,7 millions de nageurs pour quatre parcs également.

### En Amérique

Château de la Belle au bois dormant à Disneyland.

Les vingt parcs d'attractions ou à thèmes américains les plus visités en 2018 totalisent 157,478 millions d'entrées. Les complexes et parcs de loisirs les plus importants du continent sont principalement situés en Floride, en Californie et dans le Midwest.
Les plus fortes progressions des années 2010 et 2011 reviennent toutes deux à Universal's Islands of Adventure avec respectivement 30,2 % et 29 % de visiteurs supplémentaires. Ces augmentations spectaculaires s'expliquent par l'ouverture de la zone thématique The Wizarding World of Harry Potter.
Avec 22,6 % de visiteurs supplémentaires, le concurrent Disney California Adventure affiche la plus forte progression de 2012, résultant de l'ouverture de la zone thématique Cars Land.
Quant aux parcs aquatiques nord-américains drainant un large public, ils sont situés en Floride et au Texas. Le parc aquatique affichant la plus grande fréquentation en 2018 est chinois, avec 2 740 000 nageurs. Il est suivi par Disney's Typhoon Lagoon avec 2 271 000 touristes. Le trio de tête est fermé par Disney's Blizzard Beach avec 2 003 000 nageurs. Au niveau mondial, les enseignes siégeant de la quatrième à la septième place sont également sur le continent américain, il s'agit du brésilien Thermas dos Laranjais (pt) avec 1,971 million d'entrées, du bahaméen Bahamas Aquaventure Water Park avec 1,831 million de nageurs ainsi que des orlandoans Universal's Volcano Bay avec 1 725 000 nageurs et d'Aquatica Orlando (en) avec 1 556 000 entrées. D'autres exemples notables sont Wet 'n Wild Orlando — 1977-2016, premier de la chaîne homonyme (en) qui reçoit 1,259 million de nageurs en 2013 — et Schlitterbahn (ouvert au Texas en 1979, premier de la chaîne homonyme recevant 1,016 million de nageurs en 2018).
En 1990 et à la suite de l'implantation de Disney en Europe avec la construction d'Euro Disney Resort, les autres grandes entreprises américaines de gestion de parcs de loisirs développent leur projet. Cette concurrence envisage le marché européen comme une source potentielle de bénéfices. Busch Entertainment Corporation est impliqué dans la réalisation d'un parc à thèmes dans la région de Barcelone, Six Flags Inc. envisage la réalisation de son parc à Marbella. Enfin, Universal Studios Recreation Group planche sur un site localisé soit en région parisienne ou dans les environs de Londres. Seul le projet de Busch Entertainment se concrétise. Les déboires d'Euro Disney Resort influencent la réalisation des autres projets qui n'aboutissent pas. Six Flags et Universal Studios se montrent acquéreurs en 1998 de parcs de loisirs déjà établis. L'acquisition du groupe Walibi est clôturée en mars par Six Flags et Universal Studios achète des parts de Port Aventura en juin. 2004 marque un tournant avec le retrait de grands groupes américains dans de multiples parcs européens. NBCUniversal vend sa participation dans l'espagnol Universal Mediterranea,. Paramount Parks fait de même avec le parc Terra Mítica. Il est à noter que le groupe Anheuser-Busch maintient un an encore ses parts dans PortAventura. Le groupe Six Flags vend sa division européenne, ce qui entraîne en 2005 les changements de nom de Six Flags Belgium, Six Flags Holland et de Warner Bros. Movie World Germany,,,. De plus, les 5 % de Warner Bros. Movie World Madrid que détient Six Flags sont revendus à Time Warner en novembre 2004.
Le groupe médiatique américain Warner Bros. — propriétaire de licences populaires — joue un rôle dans des parcs de loisirs. Le parc safari New-Jersiais Warner Bros. Jungle Habitat (en) est en fonction de 1972 à 1976. En raison de divers accords de licence de Warner, certaines franchises leur appartenant sont représentées dans divers parcs. Afin de lutter contre Disney, Six Flags achète les droits de Time Warner - Warner Bros. Les personnages Looney Tunes, DC Comics et Hanna-Barbera font leurs entrées dans les Six Flags. Time Warner augmente graduellement sa participation dans Six Flags jusqu’à en devenir le seul propriétaire en 1993. En 1998, Time Warner vend Six Flags à Premier Parks. Parallèlement, Warner Bros. Recreational Enterprises est créée à la fin des années 1980 en vue d'un partenariat avec Village Roadshow Theme Parks. Il est responsable de la construction des Warner Bros. Movie World Australia, Warner Bros. Movie World Germany et Warner Bros. Movie World Madrid,. The Wizarding World of Harry Potter met en scène les personnages et les décors du jeune sorcier — dont la série de films est produite par Warner — dans les parcs Universal depuis 2010. Ouvert en 2014, Cartoon Network Amazone (en) est un parc aquatique thaïlandais dédié à Cartoon Network. Géré par The Amazon Falls Company, il exploite les licences Cartoon Network de Warner Bros. Consumer Products. Les personnages et noms Warner sont également concédés à Warner Bros. World Abu Dhabi, propriété de Miral Asset Management LLC (en),.
En 2023, Cedar Fair Entertainment Company et Six Flags Entertainment annonce leur fusion à venir ; la société issue du regroupement deviendra la plus grande société de parcs d'attractions régionaux au monde. Elle aura 27 parcs d'attractions, 15 parcs aquatiques et 9 sites de villégiature dans son portefeuille. Elle opérera sous le nom de Six Flags,,.
Principaux parcs de loisirs aux États-Unis
- Parcs Disney
- Parcs Universal Studios
- Parcs Six Flags
- Parcs Cedar Fair
- Parcs SeaWorld et Busch
- L'ancien groupe Paramount Parks (1992-2006)

Principaux parcs de loisirs au Canada
- Canada's Wonderland
- La Ronde
- World Waterpark (en) dans le West Edmonton Mall est en 2016 le plus grand parc aquatique intérieur en Amérique du Nord[38],[39],[40],[41].

### En Asie

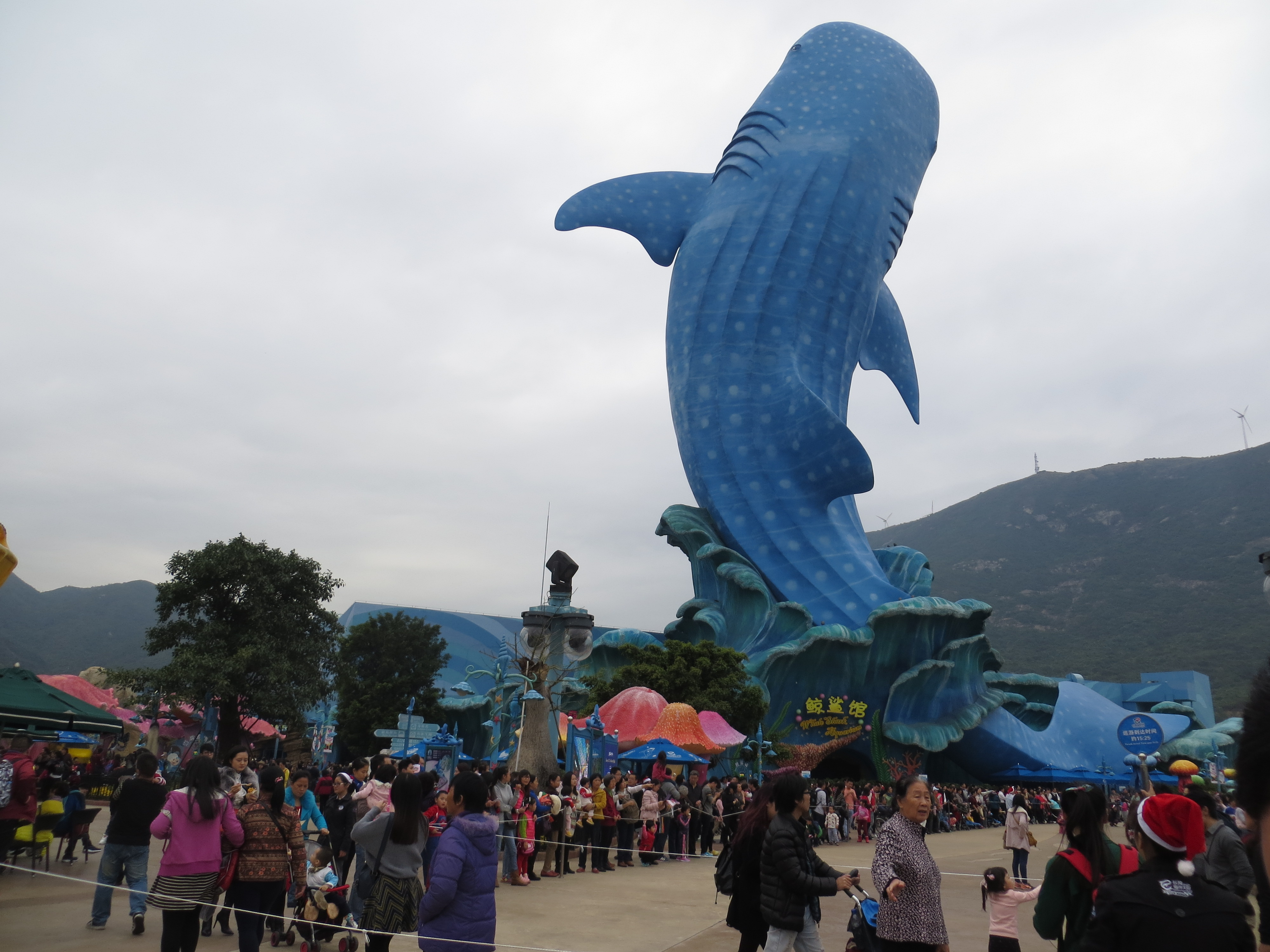
Chimelong Ocean Kingdom.

Les principaux groupes de loisirs en Asie sont OCT Parks China avec 49,35 millions d'entrées, Fantawild avec 42,074 millions et Chimelong Group avec 34,007 millions d'entrées en 2018.
Les complexes et parcs de loisirs les plus importants du continent sont, en 2018 et dans un ordre décroissant au regard de leur fréquentation, Tokyo Disney Resort, Universal Studios Japan, Shanghai Disney Resort, Chimelong Ocean Kingdom, Hong Kong Disneyland Resort, Lotte World, Nagashima Spa Land, Everland Resort, Ocean Park Hong Kong et Guangzhou Chimelong Tourist Resort. Ceux-ci sont principalement situés au Japon, en Chine du Sud et dans le Huadong, dans la région administrative spéciale de Hong Kong et enfin en Corée du Sud.
Les vingt parcs les plus visités en 2018 totalisent 139,104 millions d'entrées.
Le marché asiatique collectionne les progressions notables dans le domaine. Lotte World affiche une hausse de 36,6 % en 2011 et Universal Studios Singapore connaît une augmentation spectaculaire de 70,6 % de visiteurs la même année. Chimelong Ocean Kingdom affiche une hausse de 36 % en 2015. Le groupe Fantawild Holdings connaît des hausses de 43,7 % en 2013, de 77,4 % en 2015 et de 37 % en 2016. La même année, le groupe Songcheng Worldwide affiche une hausse de 53,4 % après avoir connu une augmentation spectaculaire de 103,6 % en 2014. En 2014 toujours, Chimelong Group connaît une augmentation de l'ordre de 59,9 %. Le groupe OCT Parks China affiche une hausse de fréquentation de 32,9 % en 2017. La même année, Shanghai Disneyland connaît une augmentation spectaculaire de 96,4 %.
Quant aux parcs aquatiques rencontrant le plus de succès, ils sont situés au Japon et en Chine. Chimelong Waterpark dans le Guangzhou Chimelong Tourist Resort est le parc aquatique le plus fréquenté mondialement.

### En Europe
Les vingt parcs les plus visités en 2018 totalisent 65,371 millions d'entrées, soit une augmentation de 4,4 % de visiteurs sur l'ensemble de ces parcs. En 2014, le marché européen représente 307 parcs de loisirs membres de l'IAAPA, 149 millions de visites annuelles, 53 100 équivalents temps plein, dix milliards d'euros d'impact économique direct et indirect et 1,2 milliard d'euros payés en fiscalité directe et indirecte.
Walibi Belgium dépasse pour la première fois la barre symbolique du million de visiteurs en 1980 avec un total de 1 150 000 et descend à 900 000 trois ans plus tard. En 1983, les parcs d'attractions ou à thèmes à atteindre le million d'entrées sont Efteling (1,9 million), Phantasialand (1,8 million), Europa-Park et enfin Holiday Park (1,25 million). Ces trois derniers montrent l'importance du marché allemand en Europe.
Entre 2006 et 2016, Disneyland Paris est le parc ayant attiré le plus de touristes en Europe avec plus de 10 millions d'entrées par an, selon le classement publié dans le Global Attractions Attendance Report établi par la Themed Entertainment Association. Il est suivi par Europa-Park (Rust, Allemagne), avec 5,5 millions de visiteurs annuels et les jardins de Tivoli (Copenhague, Danemark) qui totalisent 4,7 millions de visiteurs. Les principaux groupes de loisirs européens sont Merlin Entertainments et Parques Reunidos. Leur sièges sociaux se situent respectivement à Poole et à Madrid. Il est à noter que tous deux possèdent des propriétés hors de l'Europe, bien que cela ne soit pas la majorité. Leurs parcs rassemblent respectivement 67 millions et 20,9 millions de visiteurs en 2018. Merlin Entertainments profite du regroupement et de la synergie de ses parcs et attractions et du réinvestissement agressif dans ceux-ci. Cette stratégie s’avère avantageuse pour les sites britanniques, tels que Alton Towers, Chessington World of Adventures et Legoland Windsor. Pareillement, Parques Reunidos profite de sa gamme de forfaits Bono Parques prolongeant la visite d'un parc en une expérience de villégiature à multiples facettes. Un ticket peut être groupé avec les transports, les hôtels et les autres propriétés à proximité exploitées par le groupe de loisirs, comprenant Parque Warner Madrid, le parc aquatique Warner Beach, Parque de Atracciones de Madrid et le Zoo Aquarium de Madrid. Ces groupes de loisirs se diversifient dans différents concepts, tels que les parcs d'aventure et les centres de divertissement.
Avant d'être acheté en 2007 par The Blackstone Group et intégré dans Merlin Entertainments, Tussauds Group réalise en 1993 cent millions d'euros de bénéfices et reçoit annuellement huit millions de touristes,,.
En 1995, Disneyland Paris occupe la première place quant à la fréquentation à l'échelle européenne, il est suivi par Tussauds Group et ensuite par le groupe Walibi.
Le 14 juin 1993 à Paris, il est annoncé la création de l'association Great European Theme Parks en réponse à l'arrivée d'Euro Disneyland. Leur synergie a pour but de promotionner les parcs. Quatre parcs figurent parmi les parcs les plus visités en Europe : Europa-Park, Alton Towers, le parc Astérix et Efteling. À ceux-ci s'ajoute le suédois Liseberg. Ces cinq parcs drainent 9,8 millions de visiteurs en 1992 pour un chiffre d'affaires total de 130 millions de livres sterling,.
Les grands parcs européens sont en 1993 le parc Disneyland, les Great European Theme Parks et quelques autres sites. D'avril 1992 à avril 1993, le parc Disneyland reçoit onze millions de touristes. Il est suivi par Liseberg (2,6 millions), Efteling et Alton Towers (2,5 millions), Europa-Park (2,1 millions) et le parc Astérix (1 million). Les autres parcs dépassant 1,5 million sont Gardaland avec 2,3 millions, Phantasialand avec 2,2 millions ainsi que Mirabilandia et Chessington World of Adventures avec 1,5 million. À ceux-ci peuvent s'ajouter des parcs dont l'accès est libre avec des attractions payantes : Blackpool Pleasure Beach (7 millions) et les jardins de Tivoli (3,5 millions),.
Port Aventura rejoint en 1996 les Great European Theme Parks. Pour la saison 2001, le parc catalan ne fait plus partie de cette association qui ne sera encore en activité que quelques mois.
La plus forte progression de l'année 2009 revient à Efteling avec 25 % de visiteurs supplémentaires.
Selon le rapport TEA / Aecom 2012, le « réinvestissement rapide est un élément clé dans ce domaine. » PortAventura World en est l'exemple, avec la rénovation de PortAventura Caribe Aquatic Park, avec la zone pour enfants SésamoAventura et avec Shambhala qui conduisent à la croissance dans un contexte de baisse générale de l'industrie des parcs européens. Le rapport ajoute que le resort PortAventura World définit sa stratégie tout en devenant la meilleure destination familiale d'Europe.
Avec les résultats en berne du complexe Disneyland Paris, le rapport de 2013 présente un changement particulièrement intéressant : le remplacement du parc Walt Disney Studios par Europa-Park, devenu le deuxième parc thématique le plus visité en Europe,,. Les actions de PortAventura World se répartissent la même année entre le fonds américain KKR et le fonds d'investissement italien Investindustrial,. La Themed Entertainment Association et Aecom voient en cette acquisition la confirmation d'une tendance croissante des parcs de loisirs soutenus par le capital-investissement, tels ceux exploités par Merlin Entertainments (Blackstone et CVC Capital Partners) et par Parques Reunidos (Arle Capital Partners).
À propos des licences médiatiques et de la question de la propriété intellectuelle dans les parcs, le rapport TEA / Aecom 2014 souligne que « les marchés les plus établis [de parc d'attractions] d'Europe occidentale aiment beaucoup leurs [licences et] propriétés intellectuelles locales, comme le démontrent par leur vigueur Europa-Park, Tivoli et Efteling. »
La Themed Entertainment Association considère le complexe Disneyland Paris comme le premier resort européen en 2016 affichant un total de 13,37 millions de visiteurs. Disposant de deux parcs de loisirs et de 5 800 chambres, il est suivi par le resort d'Europa-Park avec 5,6 millions de visiteurs et 953 chambres. Le complexe espagnol PortAventura World ferme le trio de tête en Europe. Il dispose de deux parcs de loisirs et d'un troisième alors en construction ainsi que de 2 100 chambres.
Dans le but de favoriser leurs clients à séjourner sur place, de grands parcs d'attractions européens proposent depuis les années 2000 un parc aquatique accolé au parc principal. C'est le cas par exemple de PortAventura World depuis 2002, Alton Towers et Mirabilandia depuis 2003, Gardaland de 2006 à 2014 et en 2021, Parque Warner Madrid depuis 2014, Attractiepark Slagharen depuis 2015 et Europa-Park en 2019.
Quant aux parcs aquatiques, l'allemand Therme Erding (en) avec 1,5 million d'entrées en 2018 est le premier quant à la  fréquentation sur le marché Europe Middle East & Africa. Il est suivi par le dubaïote Aquaventure (1 397 000 nageurs), ensuite par Aquapalace Praha (1 288 000 nageurs) et par Siam Park dans les îles Canaries (1 210 000 nageurs). Vient ensuite le parc allemand Tropical Islands. Avec une superficie de 66 000 m2, il est en 2016 le plus grand parc aquatique intérieur du monde,. Il reçoit 1,2 million de nageurs. Tikibad à Duinrell — 800 000 nageurs — est l'un des premiers parcs aquatiques intérieurs à avoir ouvert au public.
En France
L’année 1987 voit 2,5 millions de Français fréquenter leurs parcs de loisirs lorsque le pays recense 55 681 780 habitants en métropole. À titre d'exemple, les Belges sont la même année 3,5 millions à se rendre dans leurs parcs d'attractions pour une population totale de 9 875 716 habitants au 1er janvier 1988,,. Avant l'arrivée de Disney en France, les implantations du Jardin d'acclimatation, la Mer de sable, le parc Bagatelle, OK Corral et le Pal sont quelques exemples de parcs attractifs à l'époque.
En France, le premier parc d'attractions à faire venir un million de visiteurs est Mirapolis en 1988,. Le parc Astérix dénombre 1 340 000 entrées en 1989, année de son ouverture. Le Futuroscope, ouvert comme Mirapolis en 1987, atteint un million d'entrées en 1991. Le parc Disneyland dénombre 6 800 000 entrées à la fin de l'exercice fiscal 1991-92, le premier après son ouverture en avril 1992.
Le parc Disneyland fête son premier anniversaire en avril 1993 avec 188 millions de francs de perte après avoir accueilli onze millions de touristes, dont — déception pour ses dirigeants — quatre millions de Français, soit un tiers du public, dont un sixième de Franciliens. Ce premier exercice à perte est suivi par une longue liste d'autres résultats négatifs. Le parc Astérix fête son quatrième anniversaire le même mois et l'année 1992 voit son chiffre d'affaires baisser de 19 % et sa fréquentation plonger de 30 % pour recevoir environ un million de clients, dont une moitié de Franciliens. Les grands parcs inaugurés depuis 1987 connaissent tous leur déconfiture. Big Bang Schtroumpf est racheté par le groupe Walibi en 1990. Mirapolis et Zygofolis ferment en 1991,,.
La marque Walibi occupe en 1995 la deuxième place quant à la notoriété auprès du public français après Disney. Le terme Walibi est reconnu et compris par 99 % des Belges et 59 % des Français.
Les parcs de loisirs les plus populaires sont en 1998 le parc Disneyland (avec 12,051 millions d'entrées), le Futuroscope (avec 2,65 millions d'entrées), Aquaboulevard (avec 2,1 millions d'entrées cumulées du parc aquatique et du complexe sportif) et le parc Astérix (avec 1,71 million d'entrées).
La division parcs de loisirs de la compagnie des Alpes se classe de 2006 à 2012 dans le top 10 des plus importants groupes de loisirs avec une fourchette de neuf à dix millions de touristes.
En 2013, la France compte près de 340 parcs d'animations en tout genre et environ six cents parcs de loisirs ou d'attractions. Le pays dénombre soixante-neuf parcs membres de l'International Association of Amusement Parks and Attractions en 2014. Avec plus de 63 millions de visites en 2019, un chiffre d’affaires de 3 milliards d'euros et 50 000 salariés, le syndicat national des espaces de loisirs, d'attractions et culturels regroupe près de cinq cents entreprises.
La France compte un complexe de parcs de loisirs à l'envergure internationale : Disneyland Paris. D'origine privée ou publique, le parc Astérix, le Puy du Fou et le Futuroscope ont un rayonnement national élargi. En 2018, le parc Disneyland et le parc Walt Disney Studios sont incontestablement en tête quant à la fréquentation avec respectivement 9,843 millions et 5,298 millions de visiteurs. Le Puy du Fou, le parc Astérix et le Futuroscope affichent une moyenne de deux millions de visiteurs. La méthode de calcul du Puy du Fou consiste en un cumul des entrées du grand parc et de La Cinéscénie, et ce pour un public sensiblement identique. Le cumul des entrées du grand parc et de La Cinéscénie du Puy du Fou atteint le nombre de 2,305 millions, le parc Astérix totalise 2,174 millions de touristes et le Futuroscope en affiche 1,85 million. Jusqu'en 2012, le Puy du Fou est systématiquement dépassé par ces deux derniers. En 2013, il devance ses deux concurrents et maintient cette position dans le temps. Le parc gaulois et celui de Poitiers alternent la place suivante avec un avantage pour Astérix. En 2019, le parc Astérix se classe devant le Puy du Fou qui est relégué à la quatrième place de parcs français les plus fréquentés. Le Puy du Fou est également situé sur la 4e marche du classement français en 2020. Le Futuroscope le suit avec un différentiel de 23 000 entrées.
Les parcs Walibi, Nigloland, Le Pal, La Mer de sable ou le parc Bagatelle relèvent d'une fréquentation plus locale. À ce niveau, les parcs à thèmes les plus visités — qui dépassent la barre symbolique des 500 000 visiteurs — sont en 2019 Nigloland avec 635 000 unités, Le Pal avec 620 000 unités et Walibi Rhône-Alpes avec 530 000 unités,,.
Quant aux parcs aquatiques nationaux, leurs résultats se distinguent moins que les parcs ci-dessus. Notons le précurseur européen Aqualand Cap d'Agde ouvert en 1983 et premier de la chaîne homonyme ainsi que les parcs aquatiques intérieurs Aqualud (1985 - 2021) et Aquaboulevard,. Ouvert en 1989, ce dernier est alors le plus grand parc aquatique d'Europe ; il accueille 890 000 nageurs en 2004.
Sans être catégorisés comme parcs aquatiques ou parcs attractions ou à thèmes, il existe d'autres espaces de loisirs permanents tels le jardin d'acclimatation, espace vert de Paris, les parcs forains fixes Azur Park et Fabrikus World (anciennement Europark), les centres de divertissement Playmobil FunPark Fresnes (nl) et Planète magique ainsi que les parcs de luge sur rail, les parcs de miniatures ou de labyrinthes.
Certains aquariums (La Rochelle, Nausicaá, Cinéaqua, etc.), les grands zoos (Lyon, Beauval, le Marineland d'Antibes, Paris) ainsi que les parcs safari, les différents parcours acrobatiques en hauteur ou la Cité de l'espace se situent dans une situation intermédiaire. Ils profitent de l'attrait touristique de leur région ou relèvent d’initiatives locales afin de mieux promouvoir, à l'échelle nationale, leur territoire.
En Allemagne

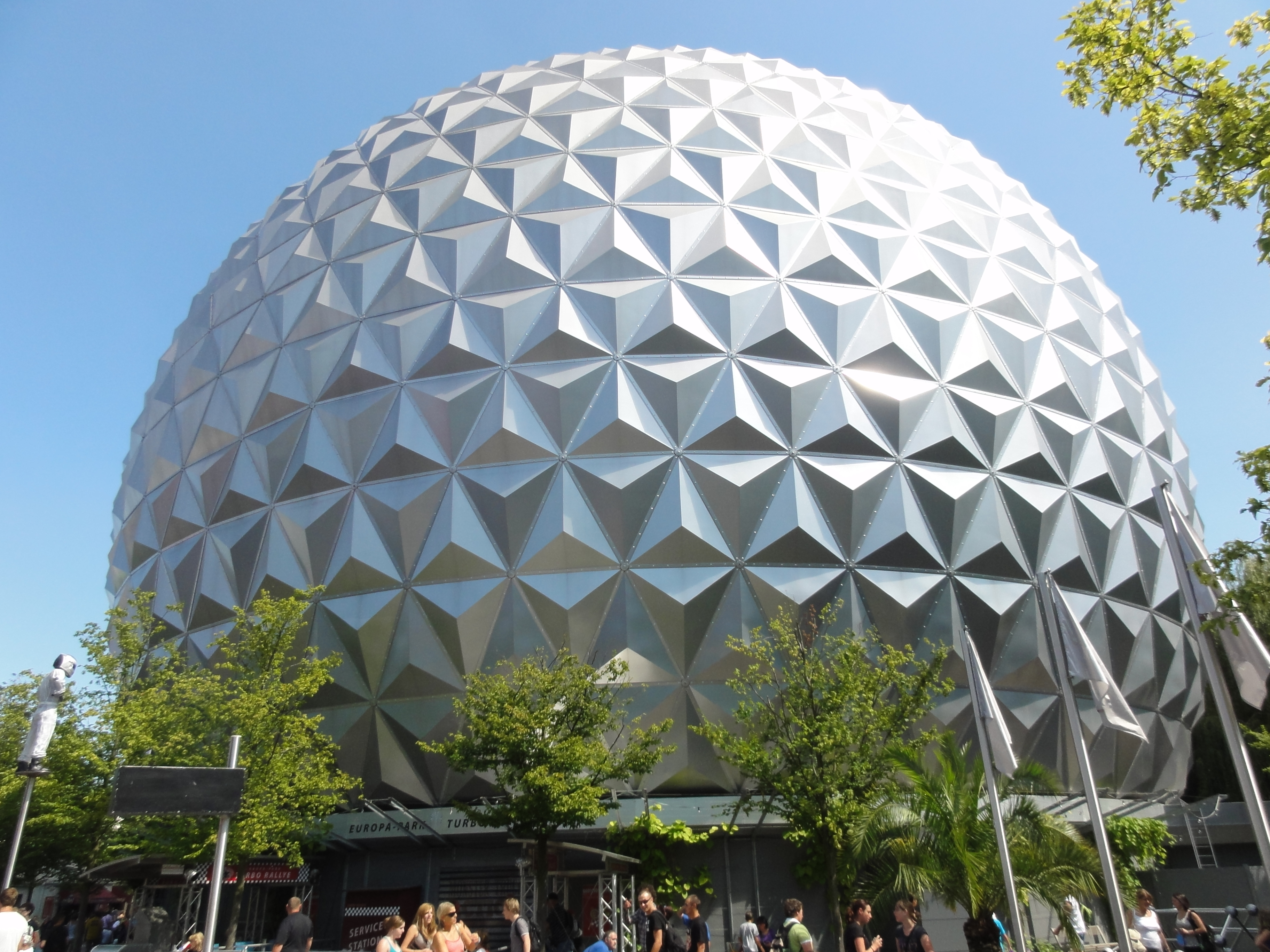
Eurosat - CanCan Coaster, à Europa-Park.

L'Allemagne de l'Ouest recense au milieu des années 1980 vingt-cinq parcs de loisirs. Un total de vingt millions de touristes y est accueilli annuellement, dans le pays européen le plus équipé dans le domaine. Les implantations de Traumlandpark (aujourd'hui Movie Park Germany), Minidomm (de), Fort Fun, Taunus Wunderland et Hollywood- und Safaripark Stukenbrock en sont quelques exemples à l'époque. Trois sites affichent alors une fréquentation dépassant le million d'entrées : Phantasialand, Europa-Park et Holiday Park.
L'Association des parcs de loisirs et des entreprises de loisirs allemands (Verband Deutscher Freizeitparks und Freizeitunternehmen e.V - VDFU) à Berlin représente les grands parcs de loisirs du pays, diverses attractions intérieures ainsi que divers zoos et installations dans les pays voisins. Il s'agit de la plus importante association d'entreprises de l'industrie allemande des parcs d'attractions. Plus de quatre-vingt équipements de loisirs (membres à part entière) sont représentés dans la VDFU aux côtés d'environ cent vingt sociétés d'approvisionnement, de services et de conseil (membres de soutien),. Le pays dénombre cent quinze parcs membres de l'International Association of Amusement Parks and Attractions en 2014.
Au regard de la Themed Entertainment Association, l'Allemagne est le deuxième marché national du continent. En Europe, le trio de tête est à mettre directement en parallèle avec le nombre d'habitants des pays respectifs. Sur les vingt parcs européens les plus importants en 2018, trois sont allemands avec un total de dix millions de touristes : Europa-Park, Legoland Deutschland et Phantasialand. Avec 1,54 million d'entrées en 2016, Heide Park connaît aussi de bons scores.
Les principaux parcs allemands que sont Europa-Park et Phantasialand subissent d'importants incendies entraînant de grands dégâts.
En avril 1996 à Phantasialand, un incendie se déclenche dans l'attraction Colorado Adventure la veille de son inauguration. Cinq ouvriers sont légèrement blessés et les dommages se chiffrent à plusieurs millions de deutschemarks,. En mai 2001 à Phantasialand, un incendie se déclenche dans l'attraction Grand-Canyon-Bahn (de) du quartier ouest américain Silver City,. Il se propage à Gebirgsbahn (de), à la montagne factice constituée de bois dans laquelle les deux attractions sont construites et à une partie des structures voisines. Le feu mobilise 600 pompiers. 150 personnes sont présentes dans l'attraction et près de 20 000 personnes sont dans le parc,. 63 personnes sont légèrement blessées et les dommages se chiffrent à 38 millions d'euros. Le parc rouvre ses portes 15 jours plus tard. Dix plaintes pour négligence corporelle sont déposées. La fréquentation subit une baisse spectaculaire de 30 %. Le parc investit 1,9 million d'euros dans la protection contre les incendies. River Quest est construite sur le site de la structure détruite dans l'incendie.
En mai 2018 à Europa-Park, un incendie se déclenche dans l'attraction Piraten in Batavia du quartier néerlandais. Il se propage au reste de l'attraction et à une partie du quartier scandinave. Le feu mobilise 500 secouristes de la région, dont 250 pompiers. Les 25 000 personnes présentes dans le parc sont évacuées,. Le parc rouvre ses portes dès le lendemain. Détruite dans l'incendie, Piraten in Batavia est reconstruite en conservant les mêmes thèmes et design,,.
Quant aux parcs aquatiques, le pays est le premier en ce qui concerne la fréquentation sur le marché européen, et même sur le marché Europe Middle East & Africa au regard de la TEA. Sur les dix parcs aquatiques les plus importants en 2018, trois sont situés en Allemagne avec Therme Erding (en), Tropical Islands et Nettebad (de).
Au Royaume-Uni

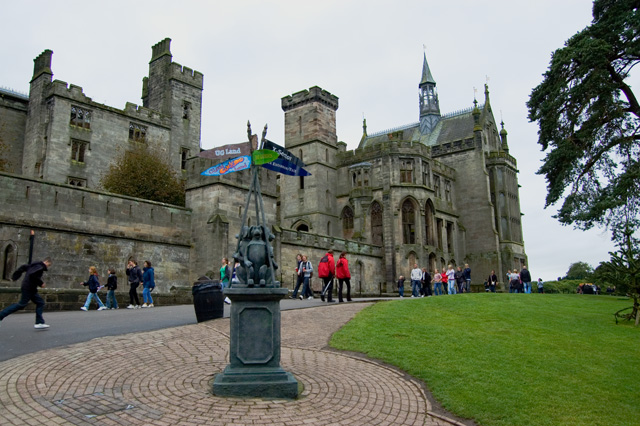
Alton Towers Castle.

Au milieu des années 1980, Alton Towers et les parcs à entrée libre de stations balnéaires tels Great Yarmouth Pleasure Beach et Blackpool Pleasure Beach sont quelques exemples notables.
The British Association of Leisure Parks, Piers & Attraction (BALPPA) compte plus de trois cents membres et représente les intérêts des parcs de loisirs commerciaux, des jetées, des zoos, des attractions touristiques et des centres de loisirs familiaux et de jeux intérieurs du Royaume-Uni,. Le pays dénombre cent seize parcs membres de l'International Association of Amusement Parks and Attractions en 2014.
Le Royaume-Uni est le troisième marché national du continent au regard de la Themed Entertainment Association. En Europe, le trio de tête est à mettre directement en parallèle avec le nombre d'habitants des pays respectifs. Sur les vingt parcs européens les plus importants, quatre sont situés au Royaume-Uni avec un total de huit millions d'entrées : Legoland Windsor, Alton Towers, Thorpe Park et Chessington World of Adventures.
En juin 2015, une collision tragique entre deux trains de The Smiler à Alton Towers fait seize blessés dont quatre graves. Le parc d'attractions et sa société mère Merlin Entertainments ferment le parc, le sécurisent et revoient leurs procédures, pas seulement à Alton Towers mais dans tous leurs parcs. Cet accident entraîne une longue affaire judiciaire,,. La fréquentation subit une baisse spectaculaire de 25,2 %. Les chiffres de Thorpe Park — également détenus par Merlin — en sont également affectés.
La Themed Entertainment Association considère le complexe d'Alton Towers comme le premier resort britannique en 2016 affichant un total de 1,98 million de visiteurs. Il dispose d'un parc à thèmes, d'un parc aquatique, de 391 chambres et d'autres commodités.
Sandcastle Waterpark (Blackpool) (en) est le plus grand parc aquatique indoor du pays. Ouvert en juin 1986, il est exploité par Merlin Entertainments depuis septembre 2022.
Aux Pays-Bas
Au niveau national, Efteling est incontestablement en tête quant à la fréquentation avec plus de cinq millions de visiteurs. Au niveau européen, il se situe en troisième position en 2018 derrière le parc Disneyland et Europa-Park, et devance le parc Walt Disney Studios. Jusqu'à l'ouverture du complexe Disneyland Paris, Efteling est en première place des parcs les plus visités d'Europe,,. Le parc est en 2020 le plus visité en Europe, devant le parc Disneyland,.
Le Club des onze (Club van Elf (nl)) est l'association sectorielle des parcs de loisirs aux Pays-Bas. Fondé le 2 août 1973, il regroupe alors les onze plus grands parcs à thèmes. La raison principale de sa fondation est la création des dimanches sans voiture — lancés en raison de la crise pétrolière — considérés comme une menace pour les attractions d'une journée. Le nombre de membres a évolué depuis. Burgers' zoo, Duinrell, Efteling, Madurodam et Flevohof — aujourd'hui Walibi Holland — en sont quelques membres fondateurs,. En 2019, cela représente 27 millions de visiteurs, 9 990 employés, 23 parcs d'animations en tout genre et 690 millions de chiffre d'affaires. Le pays recense 112 parcs membres de l'IAAPA en 2014.
En 1983, Efteling compte 1,9 million d'entrées et Flevohof en dénombre 1,15 million. Madurodam est un autre exemple notable. D'ailleurs, ce parc est l'une des inspirations de Walt Disney pendant la conception de son premier parc, Disneyland en Californie. Walt mentionne spécifiquement Madurodam, ce qui est confirmé par Joe Fowler, l’un des proches collaborateurs de Disney.
Selon le Bureau néerlandais du tourisme et la CBS, entre 1990 et 1991, quelque 870 millions de voyages de loisirs sont effectués aux Pays-Bas. Cela comprenait plusieurs types d'activités de plein air. Les parcs à thèmes sont alors une destination importante pour les touristes d'un jour. Dans les parcs d'attractions néerlandais, les dépenses sont estimées à 105,28 millions €.
En 2010, la part de marché d'Efteling dans le secteur des parcs d'attractions et à thèmes représente 50 %. Ces derniers sont alors, dans un ordre décroissant au regard de leur fréquentation, Efteling (4 millions), Attractiepark Slagharen (1,5 million), Duinrell (1,3 million pour le parc à thèmes et le parc aquatique), Walibi Holland (800 000), Toverland (500 000), Koningin Juliana Toren (500 000), Avonturenpark Hellendoorn (400 000). Il est reporté qu'à l'époque, les propriétaires de ces sites sont des entreprises étrangères dans les cas d'Avonturenpark Hellendoorn et de Walibi Holland. La Fondation du parc naturel Efteling (Stichting Natuurpark de Efteling) a toujours été propriétaire du parc homonyme. Un nouveau venu est alors Toverland, une initiative d'un entrepreneur limbourgeois. Duinrell est une entreprise familiale. Drievliet et Slagharen sont également des propriétés privées ; il est à noter que depuis, en 2012, Attractiepark Slagharen est acheté par Parques Reunidos à la famille Bemboom,,.
Dans le top 10 des attractions touristiques nationales 2013, six sont des parcs de loisirs : Efteling (4,15 millions), Burgers' zoo (1,47 million), Diergaarde Blijdorp (1,455 million), Attractiepark Slagharen (1,45 million), Artis (1,378 million) et Duinrell (1,375 million pour le parc à thèmes et le parc aquatique). Sans être catégorisés comme parcs aquatiques ou parcs attractions ou à thèmes, il existe d'autres espaces de loisirs permanents tels le Safaripark Beekse Bergen (nl) (850 000), Keukenhof (848 984), Madurodam (685 000), Madame Tussauds Amsterdam (625 000), Heineken Experience (608 375) et le Dolfinarium Harderwijk (550 000).
Efteling mis à part, Duinrell et Attractiepark Slagharen se sont déjà classés parmi les vingt parcs européens les plus importants,. De plus, Toverland reçoit 1,03 million de touristes en 2022 et Walibi Holland — lors de sa première année en tant que Six Flags Holland — reçoit 1,3 million de touristes en 2000.
Quant aux parcs aquatiques, Tikibad ouvert en 1984 à Duinrell est le plus fréquenté avec 800 000 nageurs. Avec l'Aqua Mundo ouvert en 1980 dans le Center Parc De Eemhof situé à Zeewolde, ils sont dans les premiers parcs aquatiques intérieurs à avoir ouvert au public,.
En Belgique
L'ATTA — Attractions touristiques — est une ASBL belge représentant les attractions touristiques du pays par l'intermédiaire de ses membres, la VZW Toeristische Attracties pour les néerlandophones, l'ASBL Attraction et Tourisme pour les francophones ainsi que l'ASBL Belgoparks pour les grands parcs d'attractions. L'ATTA représente plus de 17 millions de visiteurs et 3 500 employés ETP. Elle compte 360 attractions dont la gestion revient à plus de 300 entreprises membres. Sur une idée de Bobbejaan Schoepen associé à Alberic-Joseph Florizoone, l'association Belgoparks est créée le 25 avril 1983 et siège à la même adresse que Meli Park, devenu Plopsaland en 2000,. Belgoparks regroupe en 1999 les cinq principaux parcs à l'échelle nationale, en l'occurrence Walibi Belgium, Bellewaerde, Bobbejaanland, Meli Park et TéléCoo, devenu Plopsa Coo en 2006. En 2016, elle regroupe les trois parcs Plopsa, Walibi Belgium, Bellewaerde, Bobbejaanland, Pairi Daiza et Boudewijn Seapark. Le pays recense 39 parcs membres de l'IAAPA en 2014.
Les principaux parcs d'attractions belges sont Plopsaland De Panne, Walibi Belgium, Bellewaerde et Bobbejaanland. Aux trois premiers, sont accolés un parc aquatique : Plopsaqua De Panne, Aqualibi et Bellewaerde Aquapark. Ils sont tous originellement des entreprises familiales et font dorénavant partie des groupes de loisirs Plopsa (en), la compagnie des Alpes et Parques Reunidos. Les principaux groupes de loisirs belges sont Plopsa (en) et le groupe Walibi. Les sites du premier se situent en Belgique, aux Pays-Bas, en Allemagne et en Pologne. Les sites du deuxième — intégré à la compagnie des Alpes en 2006 — se répartissaient en Belgique, en France et aux Pays-Bas. Plopsaland reçoit 1,3 million de visiteurs et Plopsaqua accueille 300 000 nageurs en 2017. Walibi Belgium reçoit 1,05 million de touristes en 2018 et Aqualibi accueille 450 000 nageurs en 2017,. La fréquentation de Bellewaerde varie de 700 000 à 800 000 entrées,,,,, et celle de Bobbejaanland se chiffre à 740 000 visiteurs en 2006, ainsi qu'en 2008. D'autres sites de loisirs importants sont Pairi Daiza (2,016 millions et un 1er hôtel en 2019), le zoo d'Anvers (1,150 million en 2018) et Planckendael (965 000 en 2014 et un nombre équivalent en 2018),. Viennent ensuite en 2018 le domaine des grottes de Han (près de 600 000 dont 293 500 pour les grottes et 282 400 pour le parc animalier) et le domaine provincial d'Hélécine (plus de 500 000). Plopsa Coo, Mini-Europe, Boudewijn Seapark, Plopsa Indoor Hasselt, le Monde Sauvage, Océade et le Mont Mosan sont d'autres exemples. Les attractions wallonnes attirent 12,5 millions de visiteurs en 2018, soit une augmentation de près de 10 % en trois ans. De nouveaux sites sont inaugurés : Plopsaqua Hannut-Landen en 2020 et Plopsa Station Antwerpen en 2021,. Le premier reçoit 332 000 nageurs en 2021, année encore marquée par la pandémie de Covid-19.
Hormis le zoo d'Anvers et les expositions internationales, tout commence en 1925 pour les parcs belges lorsque Alberic-Joseph Florizoone fonde une exploitation de miel sur la côte belge,,. Il développe un terrain de loisirs pour faire la promotion de son produit nommé Meli (nl). Ouvert en 1935, des activités récréatives s'y multiplient. La véritable naissance du parc de loisirs baptisé Meli Park — aujourd'hui Plopsaland De Panne — a lieu en 1952,. Alberic-Joseph Florizoone est par ailleurs propriétaire d'autres sites de loisirs,,,,,,,.
Albert Florizoone, le cousin d'Alberic-Joseph, inaugure le parc Bellewaerde en 1954. Le chanteur Bobbejaan Schoepen — dont le but premier est d'avoir un théâtre permanent pour s'y produire — ouvre le parc Bobbejaanland en 1961. Eddy Meeùs inaugure Walibi en 1975. Dans la deuxième moitié des années 1970, l'essor de Walibi et de Bobbejaanland entraîne une concurrence productive si bien que Meli Park et Bellewaerde investissent à leur tour dans leur propriété.
En 1980, Walibi Belgium dépasse pour la première fois la barre du million de visiteurs avec 1 150 000 unités. Eddy Meeùs accepte en 1981 la proposition de prendre une participation dans Avenir Land — futur Walibi Rhône-Alpes — et intervient dans le développement de ce dernier,. Ceci représente les prémisses du groupe Walibi. Meeùs achète entièrement d'Avenir Land en 1985. Le groupe Walibi est introduit à la bourse de Bruxelles en 1988,. À la fin des années 1980, Meli Park dénombre 700 000 entrées annuelles et plus de 300 employés. En 1990, Bellewaerde est absorbé par le groupe Walibi. Ses anciens propriétaires (les Florizoone) sont intégrés à la direction du groupe,,. À l'échelle mondiale, le groupe Walibi se classe en 1991 en 4e position des groupes les plus importants,. Le groupe occupe en 1995 la 3e place quant à la fréquentation à l'échelle européenne,. Le groupe Walibi possède alors neuf sites.
Au tournant du nouveau millénaire, les quatre grands parcs passent dans les mains de grandes entreprises du loisir. Eddy Meeùs vend le groupe Walibi à la société américaine Premier Parks. L'acquisition du groupe est clôturée en 1998 peu après l'introduction de Premier Parks à la New York Stock Exchange et après que la société rachète l'intégralité de Six Flags Theme Parks Inc pour la somme de 1,9 milliard de $,. La même année, Thierry Meeùs — le fils d'Eddy Meeùs — rachète les complexes bruxellois Mini-Europe et Océade,. La direction de Meli Park vend ce dernier en 1999 à parts égales à Studio 100 et à VMMa,. Plopsaland S.A. prend officiellement les rênes du parc en octobre. L'IAAPA célèbre en 1999 Alberic-Joseph Florizoone en le commémorant sur son « mur des célébrités » Hall of Fame,. En 2004, Bobbejaanland est vendu au groupe Parques Reunidos.
Quant aux parcs aquatiques nationaux, leurs résultats se distinguent moins que les parcs ci-dessus. Ouvert en 1987, le premier est Aqualibi, inspiré d'Alpamare, de Tikibad et des Center Parcs des Pays-Bas. Aqualibi accueille 450 000 nageurs en 2017. Situé à Bruparck sur le site du Heysel à Bruxelles, Océade est ouvert de 1988 à 2018. Ses chiffres annuels oscillent entre 200 000 et 320 000 entrées,. Enfin, Plopsaqua reçoit 300 000 nageurs en 2017.
La TEA considère le complexe de Plopsaland comme le seul resort belge en 2016 affichant un total de 1,623 million de visiteurs. Il dispose d'un parc à thèmes, du parc aquatique Plopsaqua et d'un hôtel alors en développement,.

## Parc de loisirs et représentations
Autant les parcs de loisirs se nourrissent de fictions, de rêves et d'utopies, autant servent-ils aussi à des représentations dans la littérature, les productions audiovisuelles, les jeux vidéo, les arts plastiques, etc. L'étude des parcs de loisirs dans l'art et la culture montre que certaines attractions peuvent servir à concevoir des jeux vidéo et des films, que des fictions audiovisuelles prennent pour décor certains parcs, et qu'enfin, le thème du parc peut devenir un sujet en soi, tant pour des fictions que pour des essais.